# Einheitlicher Bankenaufsichtsmechanismus
Der einheitliche Bankenaufsichtsmechanismus (englisch Single Supervisory Mechanism, SSM), auch einheitlicher europäischer Bankenaufsichtsmechanismus und umgangssprachlich zentrale europäische Bankenaufsicht, Euro-Bankenaufsicht oder EZB-Bankenaufsicht genannt, ist einer der zentralen Pfeiler der europäischen Bankenunion. Mit diesem Mechanismus hat die Europäische Zentralbank (EZB) am 4. November 2014 die Aufsicht über Banken in der Eurozone, deren Bilanzsumme über 30 Milliarden Euro oder 20 Prozent der Wirtschaftsleistung eines Landes ausmacht, übernommen.

## Hintergründe
Durch die negativen Erfahrungen der globalen Finanzkrise ab 2007 und der Eurokrise ab 2009 wuchsen in der Europäischen Union die Bemühungen zur stärkeren einheitlichen Regulierung der europäischen Finanzmärkte. Infolgedessen wurde 2011 das Europäische Finanzaufsichtssystem mit drei europäischen Finanzaufsichtsbehörden für das Bankwesen (EBA), das Versicherungswesen (EIOPA) und das Wertpapierwesen (ESMA) gegründet. Das System sah vor, dass die Regulierung der Finanzmärkte weitgehend auf europäischer Ebene beschlossen wird, die Einhaltung der Standards jedoch weiterhin primär von den nationalen Aufsichtsbehörden der EU-Länder überwacht wird. Durch die weitere Entwicklung, insbesondere durch die Staatsschuldenkrise in Zypern seit 2011, bei der die nationale Bankenaufsicht nicht ausreichend auf die Krise reagiert hatte, wurde das gerade erst etablierte System der europäischen Finanzaufsicht bereits wieder in Frage gestellt.

## Entwicklung
Am 29. Juni 2012 einigten sich die Staats- und Regierungschefs der EU-Mitgliedstaaten auf einem Gipfeltreffen in Brüssel grundsätzlich auf die Einrichtung einer zentralen Bankenaufsicht bei der Europäischen Zentralbank für die 17 EU-Länder, die den Euro als Währung eingeführt haben. Mit der Übertragung der Aufsicht auf die EZB sollte somit keine neue europäische Behörde geschaffen werden, vielmehr werden der EZB „besondere Aufgaben im Zusammenhang mit der Aufsicht über Kreditinstitute“ übertragen. Am 12. September 2012 stellte die Europäische Kommission ihre Pläne für eine einheitliche Bankenaufsicht vor. Diese sahen vor, alle rund 6.000 Banken in der Eurozone bereits ab 2013 unter die Aufsicht der EZB zu stellen. Dies wurde von Bundesfinanzminister Wolfgang Schäuble kritisiert, der eine Begrenzung auf große, systemrelevante Banken forderte.
Am 13. Dezember 2012 einigten sich die europäischen Finanzminister auf Eckpunkte zur Schaffung eines einheitlichen Bankenaufsichtsmechanismus. Dabei wurde entschieden, die Bankenaufsicht nur für systemrelevante Großbanken, deren Bilanzsumme über 30 Milliarden Euro oder 20 Prozent der Wirtschaftsleistung eines Landes ausmacht, auf die EZB zu übertragen. Damit fallen nur etwa 150 bis 200 der insgesamt rund 6.000 Banken in der Eurozone direkt unter die Kontrolle der EZB. Der Rest soll weiterhin von den nationalen Aufsichtsbehörden überwacht werden. In Deutschland sind somit insbesondere die Sparkassen und Volksbanken von der zentralen Kontrolle ausgenommen. In begründeten Fällen, etwa wenn Banken Finanzhilfen erhalten, kann die EZB jedoch die Kontrolle übernehmen. EZB-Präsident Mario Draghi macht deutlich, dass die volle Übernahme der neuen Aufgabe – und damit auch die volle Verantwortung – frühestens zwölf Monate nach dem operativen Start möglich sein werde, als Zieldatum nannte er den März 2014. Selbst im Falle, dass alle nötigen Vorbereitungen auf Arbeitsebene bei der Europäischen Zentralbank rechtzeitig abgeschlossen seien, dürfte es sogar noch später werden, so EZB-Direktoriumsmitglied Yves Mersch. So könne es [erst] im September, Oktober oder November 2014 so weit sein.
Am 19. März 2013 gab der Rat der Europäischen Union bekannt, dass mit dem Europäischen Parlament eine Einigung für eine gesetzliche Grundlage über die Errichtung einer zentralen europäischen Bankenaufsicht erzielt worden sei. Am 13. Juni 2013 beschloss der Bundestag im Zusammenhang mit der Eurokrise ein Gesetz zur Etablierung der einheitlichen Bankenaufsicht, das auch eine Rekapitalisierung von finanziell in Schwierigkeiten geratenen Banken mit Geldern aus dem Europäischen Stabilitätsmechanismus (ESM) erlaubt. Bis dato durfte dieser nur Hilfszahlungen an Staaten leisten. Hierfür galt als Deutschlands Bedingung die Einführung einer zentralen Aufsicht über die europäischen Kreditinstitute, ohne konkrete Ausgestaltung bereits beim EU-Gipfel im November 2012 beschlossen. Am 12. September 2013 erfolgte die förmliche Verabschiedung der gesetzlichen Grundlagen
zur Errichtung der zentralen Bankenaufsicht durch das Europäische Parlament.
Als Vorbereitung auf die Übernahme der einheitlichen Bankenaufsicht nahm die EZB eine eingehende Prüfung (auch als „Banken-TÜV“ oder „Bilanz-TÜV“ bezeichnet) vor. Dabei wurden bis Herbst 2014 die Bilanzen von 130 Großbanken aus den 18 Ländern der Eurozone überprüft. Zu den ausgewählten Instituten zählen auch solche, deren Bilanzsumme knapp unter der vorgegebenen Schwelle von 30 Milliarden Euro liegt.
Die Prüfung bestand aus einer rückblickenden Prüfung der Aktiva (Asset quality review) und zukunftsorienten, auf Szenarien beruhenden Stresstests. Die Ergebnisse wurden am 26. Oktober 2014 veröffentlicht; dabei wurde bei 25 europäischen Banken (davon eine Bank in Deutschland) eine ungenügende Kapitalausstattung ermittelt.
Die EZB übernahm ihre neuen Bankenaufsichtaufgaben offiziell im Herbst 2014, zwölf Monate nach Inkrafttreten der Verordnung.

## Organisation

### Sitz und Ausstattung
Sitz der EZB ist seit ihrer Gründung 1998 Frankfurt am Main.
2014 bezog die EZB zum Teil den EZB-Neubaukomplex im Frankfurter Ostend. Da bei der Planung des Neubaus noch nicht absehbar war, dass der EZB die einheitliche Bankenaufsicht übertragen wird, ist für die etwa 1.000 Mitarbeiter kein ausreichender Platz vorhanden. Die EZB entschied daher ihre jetzige Zentrale, den Eurotower in der Frankfurter Innenstadt, zukünftig für die Mitarbeiter der Bankenaufsicht zu nutzen. Da der Eurotower nach dem Umzug der EZB in der zweiten Jahreshälfte 2014 zunächst saniert wurde, war die Bankenaufsicht vorübergehend im Japan Center untergebracht.

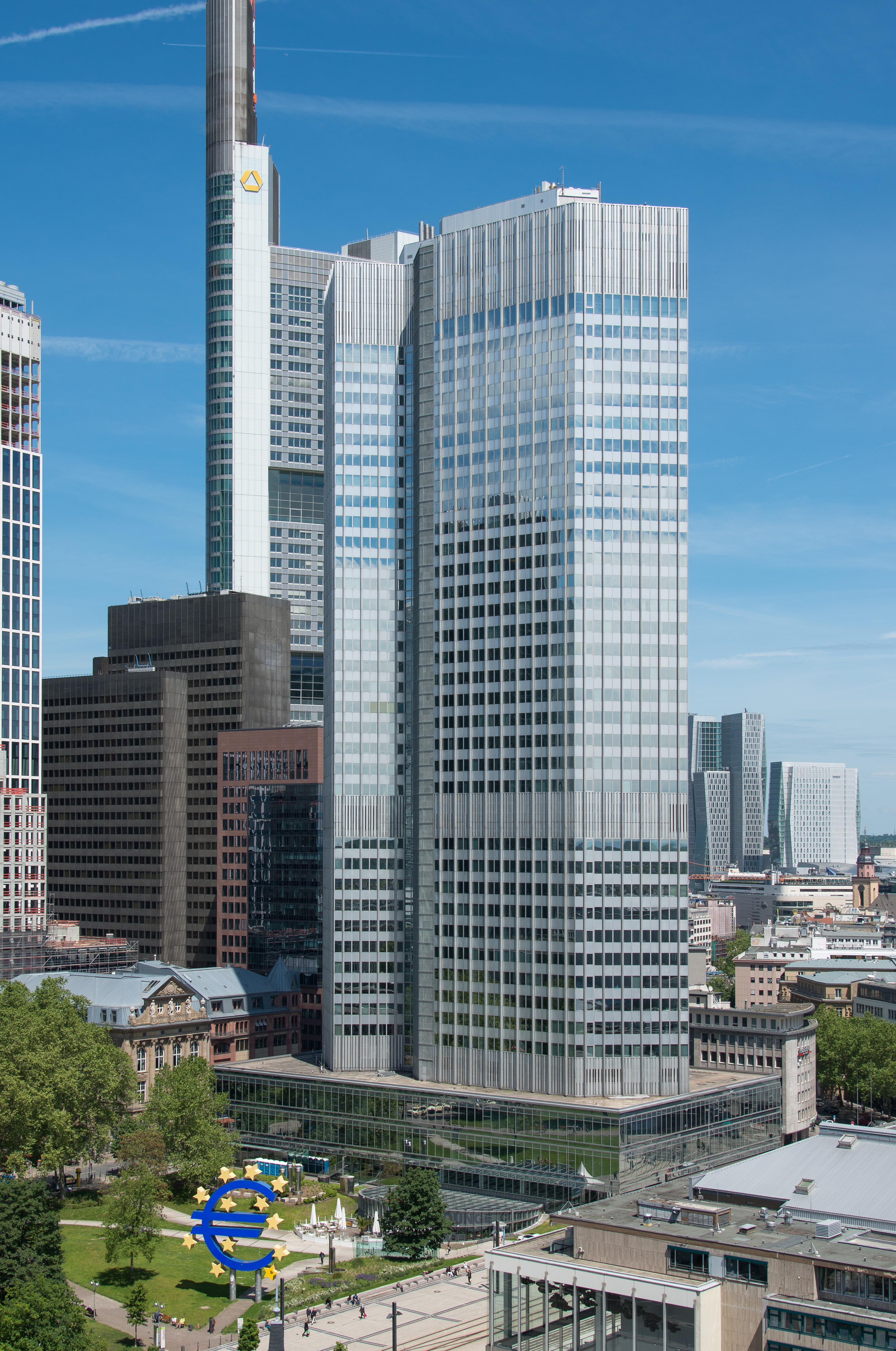
Sitz der Bankenaufsicht, der Eurotower in Frankfurt am Main

### Aufgaben der EZB-Bankenaufsicht
Der SSM erstreckt sich grundsätzlich auf die Mitgliedstaaten des Euro-Währungsgebietes. EU-Mitgliedstaaten, deren Währung nicht der Euro ist, können freiwillig an der neuen europäischen Bankenaufsicht teilnehmen. Dazu vereinbaren die EZB und die nationalen Aufsichtsbehörden der entsprechenden Mitgliedstaaten eine enge Zusammenarbeit; die Mitgliedstaaten werden damit zu „teilnehmenden Mitgliedstaaten“. Die enge Zusammenarbeit kann sowohl durch die Mitgliedstaaten als auch durch die EZB wieder gekündigt werden.
Der SSM legt fest, wie die einheitliche Bankenaufsicht durch die EZB und die nationalen Aufsichtsbehörden organisiert wird. Ob eine Bank unter die direkte Aufsicht der EZB fällt oder von nationalen Behörden beaufsichtigt wird, hängt davon ab, wie systemrelevant („signifikant“) sie eingestuft wird. Die direkte Aufsicht der EZB konzentriert sich auf die signifikanten Institute.
Als signifikant eingestuft werden
- Banken mit einer Bilanzsumme von mehr als 30 Milliarden Euro,
- Banken mit einer Bilanzsumme von mehr als 20 Prozent der Wirtschaftskraft ihres Landes, mindestens aber einer Bilanzsumme von 5 Milliarden Euro,
- Banken, die direkte öffentliche Finanzhilfen aus der EFSF oder dem ESM erhalten oder beantragt haben,
- die drei größten Banken in jedem teilnehmenden Staat.

Die EZB kann darüber hinaus auch grenzüberschreitend tätige Banken, die nicht die Kriterien für Signifikanz erfüllen, im Einzelfall für signifikant erklären. Bei weniger signifikanten Instituten werden grundsätzlich allein die nationalen Aufsichtsbehörden tätig. Mit Start des SSM Anfang November 2014 übernimmt die EZB die direkte Aufsicht über 120 Bankengruppen im Euro-Raum, die fast 85 % der Bilanzsummen aller Banken des Euro-Raums repräsentieren. In Deutschland wird die EZB die direkte Aufsicht über 21 Gruppen übernehmen. Die direkte Aufsicht über die rund 3 600 nicht bedeutenden Institute im Euro-Raum verbleibt zunächst bei den jeweiligen nationalen Aufsichtsbehörden der Mitgliedstaaten. Darunter sind etwa 1 700 deutsche Institute, die weiterhin der direkten Aufsicht durch die Bundesanstalt für Finanzdienstleistungsaufsicht (BaFin) und die Bundesbank unterliegen.
Die Europäische Bankenaufsichtsbehörde (EBA) mit Sitz in Paris (vormals London) hat nur in Ausnahmefällen das Recht, eine verbindliche Entscheidung gegenüber den nationalen Aufsichtsbehörden oder sogar direkt gegenüber den Banken zu treffen. Die Aufgabe der EBA ist in erster Linie, die in den einzelnen EU-Mitgliedstaaten geltenden Regeln für die Bankenaufsicht aneinander anzugleichen und den Austausch zwischen den nationalen Aufsichtsbehörden zu fördern.

### Trennung von Geldpolitik und Bankenaufsicht innerhalb der EZB
Für die Aufgaben der einheitlichen Bankenaufsicht wurde innerhalb der EZB ein neues Aufsichtsgremium (Supervisory Board) eingerichtet, welches die Planung und Ausführung der Aufsichtsaufgaben ausüben wird. Dieses Aufsichtsgremium besteht aus einem Vorsitzenden mit einer Amtszeit von fünf Jahren (Wiederernennung nicht zulässig), einem stellvertretenden Vorsitzenden (der aus dem Kreis der Mitglieder des Direktoriums der EZB ausgewählt wird), vier Vertretern der EZB und einem Vertreter der zuständigen nationalen Aufsichtsbehörde jedes teilnehmenden Landes. Seit 1. Januar 2024 ist die Deutsche Claudia Buch Vorsitzende des Aufsichtsgremiums. Zuvor war es ab 1. Januar 2019 der Italiener Andrea Enria.

## Kritik
Zahlreiche „Notenbanker“, darunter Bundesbankpräsident Jens Weidmann fühlten Unbehagen mit dem 2013 beschlossenen EZB-Modell. Sie sahen mit der neuen Aufgabe als Aufseher über die Banken die Unabhängigkeit der Notenbank nach dem Modell der Deutschen Bundesbank gefährdet. Die Deutsche Bundesbank als oberster Währungshüter war in Deutschland bis zur Euro-Einführung ausschließlich einem währungspolitischen Hauptziel – nämlich dem der Preisniveaustabilität – verpflichtet und tat dies seit ihrer Gründung 1949 kontinuierlich unabhängig von wechselnden Regierungen und deren wirtschaftspolitischen Programmen.